# Meriones rex
Meriones rex är en däggdjursart som beskrevs av Yerbury och Thomas 1895. Meriones rex ingår i släktet Meriones och underfamiljen ökenråttor. Inga underarter finns listade i Catalogue of Life.

## Utseende
Med en kroppslängd 8huvud och bål) av 133 till 172 mm, en svanslängd av 105 till 195 mm och med 31 till 42 mm långa bakfötter är arten en stor ökenråtta. Viktuppgifter saknas och öronen är 15 till 24mm stora. Typisk för djuret är nakna sulor vid bakfötterna, en svans som är bra täckt med hår och en tofs av svarta hår vid svansens spets som är kortare jämförd med Meriones persicus. Den borstiga pälsen på ovansidan har en färg som lera med några svarta hårspetsar. Undersidan är täckt av gulbrun till vit päls. Påfallande är vita fläckar bakom öronen. Den diploida kromosomuppsättningen består av 38 kromosomer (2n=38).

## Utbredning och ekologi
Arten förekommer på sydvästra Arabiska halvön i Saudiarabien och Jemen. Den lever i bergstrakter mellan 1350 och 2200 meter över havet. Meriones rex vistas allmänt i torra habitat och den besöker ofta jordbruksmark.
Individerna är huvudsakligen aktiva mellan skymningen och gryningen. De skapar komplexa tunnelsystem och ofta tolereras andra djur i boet som ödlor eller andra gnagare. I födan ingår buskar av arten Salvadora persica men andra födoämnen är okända.

## Hot
För beståndet är inga hot kända. Meriones rex betraktas ibland som skadedjur när den hämtar födan från odlingsmark. IUCN kategoriserar arten globalt som livskraftig.